# Канават

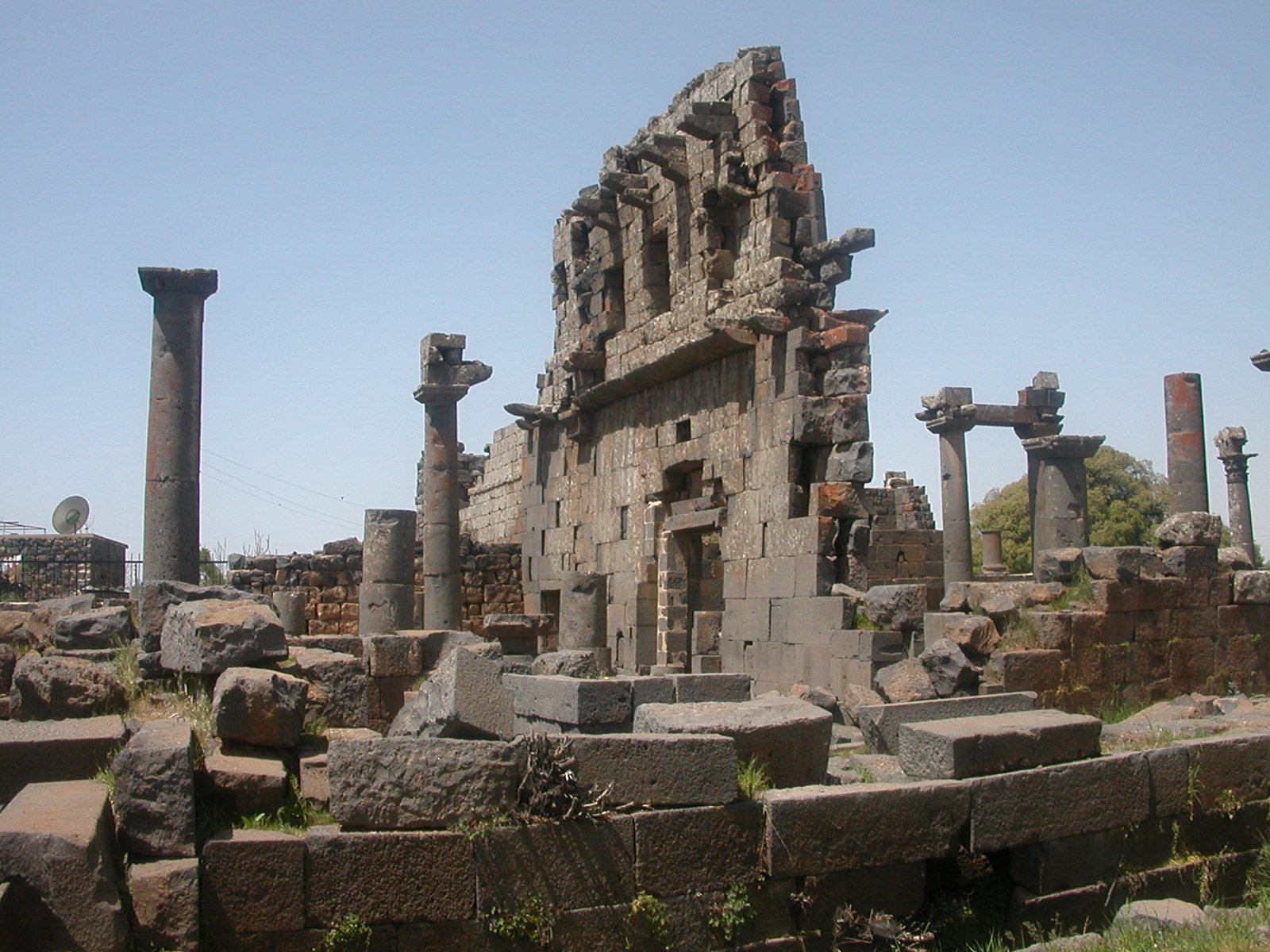

Канават (англ. Qanawat, араб. قنوات; або Канаса араб. قنوات, Kānāthā) — поселення в Сирії, що складає невеличку друзьку общину в нохії Ес-Сувейда, яка входить до складу однойменної мінтаки Ес-Сувейда в південній сирійській мухафазі Ес-Сувейда.
В античні часи мало назву Каната та входило до Декаполісу.